# Pterula brunneola
Pterula brunneola är en svampart som beskrevs av Corner 1950. Pterula brunneola ingår i släktet Pterula och familjen mattsvampar.   Inga underarter finns listade i Catalogue of Life.